# Le Piaf (série télévisée d'animation)
Le Piaf est une série télévisée d'animation française en 200 épisodes de 1 minute 30, créée par Dan Salel et diffusée à partir de 1987 sur Canal+, puis rediffusée dans Avant l'école en 1989 sur TF1 et dans Cellulo sur La Cinquième, Canal J et France 3.
Au Québec, elle a été diffusée sur Canal Famille.

## Synopsis
Sans aucune parole, cette série humoristique met en scène un oiseau tout jaune, Le Piaf, dans un monde sans décors, aux prises avec des objets de la vie quotidienne dans des situations burlesques.

## Fiche technique
- Titre : Le Piaf
- Réalisation : Paul et Gaetan Brizzi
- Scénario : Dan Salel et Louis-Charles Finger
- Musique : Patrick Viau ; Pascale Filippi (paroles)
- Sociétés de production : Brizzi Films et Films CDC
- Nombre d'épisodes : 200
- Durée : 1 min 30
- Date de première diffusion : 1987

## Autour de la série
Le Piaf est un personnage de fiction, créé par Dan Salel en 1983. À l'origine, ce personnage est utilisé pour des cartes postales éditées par Mediatec, puis Cartotec. Devant l'originalité du personnage, Le Piaf débarque sur la télévision française puis sur une trentaine de chaînes internationales différentes. En 1994, Le Piaf est accueilli par les éditions Dalix. Depuis, on le retrouve sur de nombreux produits dérivés tels que des cartes postales, des jeux de cartes, des fèves, des statuettes, des tasses à café, des autocollants...

## Produits dérivés

### 45 Tours
- Le Piaf - Disques Adès réf. 11.183, 1989[3]

### Diffusion
- Allemagne: Tele 5, Super RTL, NDR, Das Erste, KiKA, HR, RBB, SWR, BR, WDR, MDR, SR, ARD-alpha et 3sat
- Royaume-Uni: CITV et Channel 4